# Richtmühle
Richtmühle ist ein Gemeindeteil der Stadt Nabburg im Landkreis Schwandorf (Oberpfalz, Bayern).

## Geografie
Richtmühle liegt ungefähr 2,5 Kilometer nördlich der Staatsstraße 2156, etwa 3 Kilometer östlich der Bundesautobahn 93 und ungefähr 4 Kilometer nordöstlich von Nabburg am Ufer des Richtmühlbachs, der etwa 3 Kilometer nordöstlich der Richtmühle bei Tauchersdorf entspringt und ungefähr 3 Kilometer weiter südwestlich in den Kurmhofbach mündet, der nach einem weiteren Kilometer bei Perschen in die Naab mündet.

## Geschichte
1772 wird die Richtmühle (auch: Riechtmühle) mit einem Anwesen und einem Müller als zur Gutsherrschaft Neusath gehörig aufgeführt.
Sie gehörte zum Patrimonialgericht Neusath.
Als sich der Besitzer von Neusath, der kurbayerische Oberstleutnant à la suite, Karl Baron von Riedl, 1813 und sein Erbe Karl Franz Freiherr von Lichtenstein, 1817 um die Umwandlung des Patrimonialgerichts Neusath in ein Ortsgericht Neusath bemühten und dies 1817 erreichten, gehörte Richtmühle zu diesem Ortsgericht.
1818 wurden die Ortsgerichte aufgelöst und Richtmühle gehörte 1819 wieder zum neu genehmigten Patrimonialgericht Neusath des Freiherrn von Lichtenstein.
1848 erlosch die standesherrliche Gerichtsbarkeit in Bayern und die Jurisdiktionsrechte fielen an den Staat.
Anfang des 19. Jahrhunderts wurde zum Zweck der Steuererhebung das Land vermessen, der Besitz wurde erfasst, Kataster wurden hergestellt.
Es begannen sich in Bayern Gemeinden herauszubilden.
1811 gab es im Landgericht Nabburg 58 Steuerdistrikte, einer davon war Perschen.
Zum Steuerdistrikt Perschen gehörten außer Perschen selbst Neusath, Namsenbach, Haselhof und Richtmühle.
Außerdem gehörte Richtmühle zur Obmannschaft Tauchersdorf.
1828 gehörte Richtmühle zur Landgemeinde Diendorf, zur Filialkirche in Perschen und zur katholischen Schule in Perschen. Alle Einwohner waren katholisch.
Zum Stichtag 23. März 1913 (Osterfest) gehörte Richtmühle zur Pfarrei Nabburg. Es hatte ein Haus und 8 Einwohner.
1964 hatte Richtmühle 2 Wohngebäude und 8 Einwohner und gehörte zur Landgemeinde Diendorf und zum Landkreis Nabburg.
Zum 1. Juli 1972 wurde der Landkreis Nabburg aufgelöst und Richtmühle gelangte als Teil der Gemeinde Diendorf in den neu gebildeten Landkreis Schwandorf.
Am 1. Januar 1975 wurde Richtmühle als Teil der Gemeinde Diendorf in die Stadt Nabburg eingegliedert.
Am 31. Dezember 1990 hatte Richtmühle 2 Einwohner und gehörte zur Pfarrei Nabburg.